# Denham Fouts
 (août 2019).
Si vous disposez d'ouvrages ou d'articles de référence ou si vous connaissez des sites web de qualité traitant du thème abordé ici, merci de compléter l'article en donnant les références utiles à sa vérifiabilité et en les liant à la section « Notes et références ».
Louis Denham Fouts est né le 9 mai 1914 à Jacksonville, aux États-Unis, et décédé le 16 décembre 1948 à Rome, en Italie. C'est un prostitué américain, qui a inspiré plusieurs auteurs, parmi lesquels Truman Capote, Gore Vidal, Christopher Isherwood et Gavin Lambert. Selon différentes sources, il aurait par ailleurs été l'amant de personnalités comme le roi Paul Ier de Grèce ou l'acteur français Jean Marais.